# Chaetona icterica
Chaetona icterica är en tvåvingeart som först beskrevs av Christian Rudolph Wilhelm Wiedemann 1830.  Chaetona icterica ingår i släktet Chaetona och familjen parasitflugor. Inga underarter finns listade i Catalogue of Life.